# Johannes Joseph Destrée
Pour les articles homonymes, voir Destrée.
Johannes Joseph Destrée (aussi Johannes Josuph Destrée), né le 27 mars 1827 à Laeken (Royaume uni des Pays-Bas) et mort le 17 mars 1888 à La Haye (Pays-Bas), est un artiste peintre belge qui a vécu et travaillé la majeure partie de sa vie aux Pays-Bas.

## Galerie de peintures

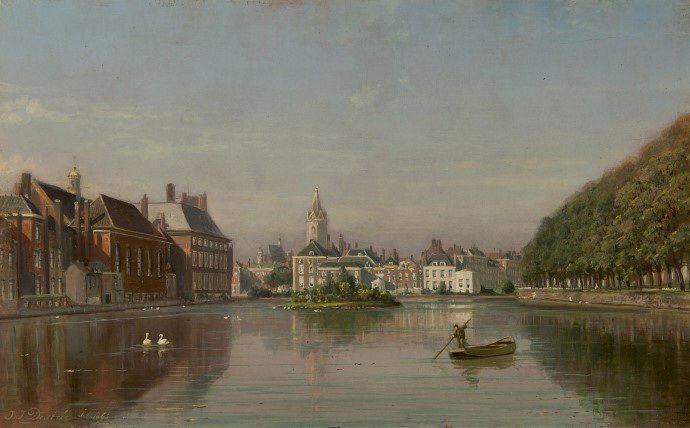
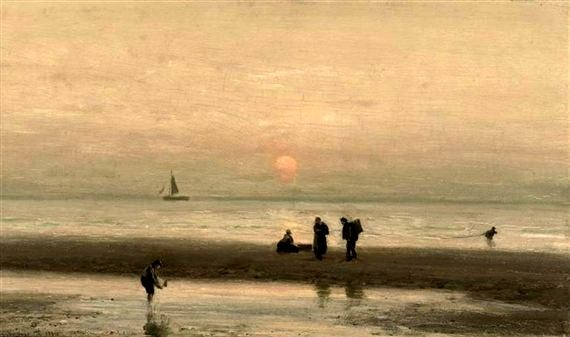
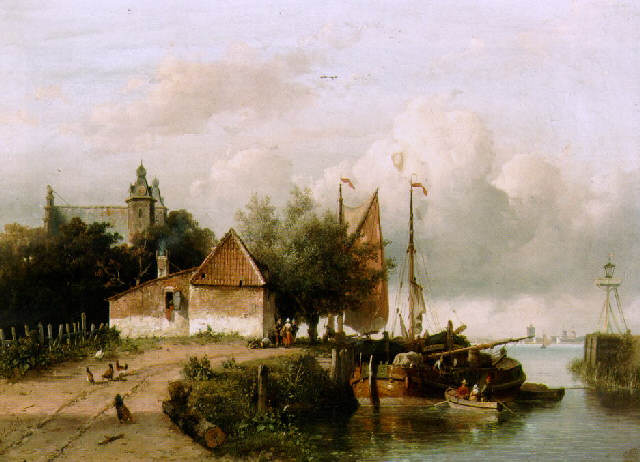